# Нурбаев, Абдывахап Мамадрасулович
Абдывахап Мамадрасулович Нурбаев (род. 22 марта 1970 года, село Тулейкен, Кара-Суйский район, Ошская область) — киргизский общественный деятель. Депутат Жогорку Кенеша VI созыва.

## Биография
Образования высшее. В 2000 году окончил Ошский государственный университет по специальности «Юриспруденция», в 2013 году окончил Ошский технологический университет им. академика М. М. Адышева по специальности «Промышленное и гражданское строительство».
Трудовая деятельность
Трудовую деятельность начал в 1991 году мастер, прорабом ОсОО СПП «Ошкоопкурулуш».
В 2001—2013 годы работал генеральным директором ОсОО СПП «Ошкоопкурулуш».
С 2007 года по 2012 год — депутат Ошского городского кенеша, в 2012—2015 годы — член правления бизнес ассоциации Ош, руководитель отдела по привлечении иностранных инвестиции.
В 2012—2015 годы — депутат Ошского городского кенеша, лидер фракции «Адилеттуу Кыргызстан».
В 2008—2015 годы — председатель Союза предпринимателей города Ош.
С 2015 года по настоящее время депутат Жогорку Кенеша Кыргызской Республики VI созыва по списку СДПК. Заместитель председателя комитета по международным делам, обороне и безопасности.